# Gajówka (przystanek kolejowy)
Gajówka – przystanek kolejowy w Dąbrowcu, w województwie małopolskim, w Polsce. Znajdują się tu 2 perony.

## Ruch pasażerski
| Rok  | Wymiana pasażerska na dobę |
| ---- | -------------------------- |
| 2017 | 10-19                      |
| 2018 | 10-19                      |
| 2019 | 10-19                      |
| 2020 | 10-19                      |
| 2021 | 10-19                      |
| 2022 | 10-19                      |
| 2023 | 10-19                      |